# Richard Harrington (acteur)
Richard Harrington est un acteur britannique, né le 12 mars 1975 à Merthyr Tydfil au pays de Galles.

## Filmographie

### Cinéma
- 1994 : Gadael Lenin : Charlie
- 1996 : The Proposition : Evan
- 1997 : House of America : Cat
- 1997 : Breeders : Jack
- 2002 : High Speed : Spike
- 2003 : The Ride : Spike
- 2004 : Secret Passage : Joseph
- 2004 : Mathilde : Babyface
- 2006 : Daddy's Girl : Stephen
- 2007 : The All Together : Jerry Davies
- 2007 : The Contractor : Terry Winchell
- 2008 : Hope Eternal : Evan
- 2012 : Elfie Hopkins : Timothy Jenkins
- 2015 : Just Jim : le maître

### Télévision
- 1987 : The District Nurse : Donald Turner (1 épisode)
- 1999 : Coronation Street : Owen Williams (2 épisodes)
- 2002 : The Hidden City : Barney
- 2003 : Holby City : Lee Walmsley (1 épisode)
- 2004 : Les Arnaqueurs VIP : Sam Richards (1 épisode)
- 2004 : Affaires non classées : Stephen Barnes (2 épisodes)
- 2004 : MI-5 : Will North (6 épisodes)
- 2005 : Inspecteurs associés : Gary Mileham (2 épisodes)
- 2005 : Bleak House : Allan Woodcourt (7 épisodes)
- 2006-2012 : Casualty : Chris Johnson et Jerry Goater (3 épisodes)
- 2007-2008 : Holby Blue : Luke French (20 épisodes)
- 2008 : Flics toujours (New Tricks) : Ash (1 épisode)
- 2009 : Missing : Ryan Long (1 épisode)
- 2009 : Land Girls : Adam (épisode 4)
- 2009 : Collision : James Taylor et Ben Hickman (3 épisodes)
- 2010 : Pen Talar : Defi Lewis (7 épisodes)
- 2010 : M.I. High : Tommy Blumenheck (1 épisode)
- 2010 : Inspecteur Barnaby : Leo Fincher (1 épisode)
- 2011 : Lark Rise to Candleford : Gabriel Cochrane (6 épisodes)
- 2012 : Alys : Simon (8 épisodes)
- 2013-2016 : Hinterland : Tom Mathias (12 épisodes)
- 2014 : Wolfblood : Le Secret des loups : Gerwyn (4 épisodes)
- 2015 : Poldark : Capitaine Andrew Blamey (5 épisodes)
- 2018 : Requiem : Aron Morgan